# Nikólaos Plastiras
Nikólaos Plastiras (en grec: Νικόλαος Πλαστήρας, 4 de novembre de 1883 - 26 de juliol de 1953) va ser un polític i militar grec. Va arribar al grau de general de l'exèrcit grec. Se'l coneix com "O Mavros Kavalaris" ("el genet negre"). Va néixer el 1883, a Karditsa, Grècia. Els seus pares eren de Morfovouni (abans Vounesi), un poble a la regió que se situa en la part del nord-oest de Tessàlia.

## Carrera militar
Després d'acabar l'escola a Karditsa, es va unir al cinquè Regiment d'Infanteria com a voluntari el 1904. Va lluitar a Macedònia, i va participar en el cop militar de 1909. Va ingressar a l'escola de Suboficials el 1910 i, després va ser promogut a tinent de segon rang el 1912, va lluitar amb distinció en la guerra dels Balcans, on va obtenir el seu sobrenom de "El Genet Negre". Va donar suport al Moviment de Defensa Nacional de Elevthérios Venizelos durant la Primera Guerra Mundial, obtenint gran poder. Va lluitar amb la distinció amb el Regiment de Evzone 5 / 42 en la batalla de Skra-di-Legen i va ser ascendit a tinent coronel. El 1919, fou el coronel al comandament del Regiment de Plastiras Evzone 5 / 42 a Ucraïna, com a part d'una força aliada ajudant a l'Exèrcit Blanc en la seva lluita fallida contra l'Exèrcit Roig. La seva força va ser traslladada a Esmirna, a Àsia Menor a través de Romania.
Durant la guerra inútil amb Turquia de 1919 a 1922, els turcs diuen va anomenar el Evzones 5 / 42 de Plastiras és com la Asker Seytan ("Exèrcit de Satanàs"). El seu avanç es va aturar finalment a Kale-Grotso, just a l'altre costat del riu Sakarya. Poc després, en la batalla de Sakarya, els grecs es van veure obligats a iniciar la seva retirada. Després que l'avanç de Turquia a l'agost de 1922, la unitat de Coronel Plastiras 'va ser una de les poques en conservar la coherència, va ordenar la retirada ordenada de la costa, lluitant contra les forces superiors de Turquia, reunint al seu voltant els homes d'altres unitats salvant moltes vides. Per aquestes gestes es va guanyar una immensa popularitat, especialment entre els grecs jònics que va ajudar a salvar. Les restes de l'exèrcit grec va fer camí a les illes de l'Egeu oriental, on el ressentiment de l'Exèrcit en el lideratge polític d'Atenes va resultar en l'esclat de la Revolució de l'11 de setembre de 1922, dirigit per Plastiras, el coronel Stylianos Gonatas i el comandant Foques.

## Vida política
Va comptar amb el suport de l'Exèrcit i gran part de la gent, la Revolució va assumir ràpidament el control del país. Plastiras va obligar a renunciar el Rei Constantí, va exhortar a Venizelos a l'exili per dirigir les negociacions amb Turquia, que va culminar en el Tractat de Lausana, i es va dedicar a reorganitzar l'exèrcit per protegir la línia de l'Evros en contra de qualsevol avanç dels turcs a la Tràcia occidental. Un dels actes més controvertits del govern revolucionari va ser el judici i l'execució de cinc polítics realistes, entre ells l'ex Primer Ministre Dimítrios Gúnaris i l'ex comandant en cap, el general Georgios Hatzianestis, el 28 de novembre de 1922 com els principals responsables de la pèrdua de regions de l'Àsia, en el famós "judici dels sis".
Es va veure obligat a fugir a l'estranger per causes polítiques amb el govern. Finalment, després de la revolta anti-Venizelos de 1935, tot i que encara a l'estranger, va ser condemnat en absència a mort. No obstant això, va mantenir un alt prestigi com a heroi de guerra, per la seva integritat i el republicanisme ferm que defensava. Des del seu exili francès, va veure la lliberacio grega per part d'alemanya, i va exercir un paper en la creació del grup de resistència EDES.
Va tornar a Grècia el 1945, després de la seva elecció com a primer ministre, després dels successos de desembre de 1944 (que van portar a la formació d'un govern d'unitat grec al Caire format per monàrquics i comunistes), principalment perquè era una personalitat comunament acceptada. Plastiras va intentar traçar una via intermèdia entre els britànics, que estaven donant suport a la tornada pel govern en l'exili i el retorn del rei Jordi II, i la guerrilla d'esquerra democràtica de la EAM/Elas. Durant la seva presidència, l'Acord va ser signat l'Acord de Várkiza. Les seves polítiques moderades i simpaties republicanes van augmentar la desconfiança dels britànics, i va ser destituït després de només tres mesos en el càrrec.
El 1949, després de la fi de la guerra civil grega, Plastiras va fundar un nou partit, de la Unió de Centre Nacional Progressista (Εθνική Προοδευτική Ένωση Κέντρου, EPEK), formant una coalició dels liberals i demòcrates decebuts d'esquerra. Ell va predicar un missatge de reconciliació nacional, que el va posar en conflicte amb l'elit conservadora, que buscava castigar a aquells que havien lluitat per establir un govern comunista. Juntament amb Sofoklis Venizelos i Georgios Papandreu, Plastiras va formar un govern de coalició el 1950, que va caure, però, quan elks seus oponents conservadors es van retirar de la vida política. A les eleccions de setembre de 1951, l'EPEK va sorgir com el més fort dels partits centristes. Plastiras va formar un govern de coalició amb els liberals de Sofoklis Venizelos, i va tractar d'abordar els grans problemes del país.
El seu govern va iniciar la recuperació econòmica i la reconstrucció de Grècia. Un exemple d'això és la construcció de la presa al riu Tavropos per formar un llac, ara coneguda com a presa Plastiras, dintre d'un programa que ell inicià. La seva política de conciliació, però, va ser atacada durament per la dreta, desconfiava de l'esquerra, i va ser soscavat fins i tot per membres del seu propi gabinet. Un moment decisiu del seu fracàs va ser la condemna i l'execució de Nikos Beloyiannis el març de 1952. Després de perdre les eleccions de novembre de 1952, la seva carrera política, i amb ella el partit centrista liberal que ell presidia, va arribar a la seva fi. Va morir en la pobresa el 1953 a Atenes, moment de dol pel poble grec.
Va ocupar el càrrec de Primer Ministre Grec en tres ocasions (3 de gener de 1945 fins a 9 d'abril de 1945), (15 d'abril de 1950 fins a l'11 d'agost de 1950) i finalment (1 de novembre de 1951 fins a l'11 d'octubre de 1952)